# Keita (Niger)
Keita (auch: Keïta) ist eine Stadtgemeinde und der Hauptort des gleichnamigen Departements Keita in Niger.

## Geographie

### Lage und Gliederung
Keita gehört zur Sahelzone und liegt in der Gebirgslandschaft Ader Doutchi östlich der Regionalhauptstadt Tahoua. Das Stadtzentrum liegt auf einer Höhe von 387 m. Die vier Haupttäler in der Gemeinde, die sich jeweils in den Nachbargemeinden fortsetzen, sind das Keita-Tal, das Loudou-Tal, das Seyté-Tal und das Tamaské-Tal. Der Norden des Gemeindegebiets liegt im Einzugsgebiet des Sees Mare de Tabalak. Die Nachbargemeinden Keitas sind Tabalak im Norden, Ibohamane im Osten, Garhanga im Süden sowie Kalfou und Tamaské im Westen.
Das Gemeindegebiet ist in 14 Stadtviertel und ein ländliches Gebiet mit 51 Dörfern und 14 Weilern gegliedert. Die Stadtviertel heißen Hôpital, Idé Waran (I), Idé Waran (II), Idé Waran Zango, Inwala, Keïta, Pépinière, Quartier Administratif, Rougga, Tanfa, Toudou, Toudou Idé Waran, Toudou Inwala und Toudoun Maï Guichiri.

### Klima
In Keita herrscht trockenes Wüstenklima vor. Die agrarmeteorologische Messstation im Stadtzentrum wurde 1954 in Betrieb genommen.
|                        | Jan  | Feb  | Mär  | Apr  | Mai  | Jun  | Jul  | Aug  | Sep  | Okt  | Nov  | Dez  |   |      |
| Mittl. Temperatur (°C) | 21,8 | 25,0 | 29,0 | 32,5 | 33,3 | 32,2 | 29,6 | 27,7 | 29,5 | 29,9 | 26,7 | 22,7 | ⌀ | 28,3 |
| Mittl. Tagesmax. (°C)  | 29,8 | 33,3 | 37,2 | 40,3 | 40,4 | 38,7 | 35,3 | 32,8 | 35,8 | 37,2 | 34,6 | 30,6 | ⌀ | 35,5 |
| Mittl. Tagesmin. (°C)  | 14,3 | 16,9 | 20,3 | 23,7 | 25,7 | 26,1 | 24,8 | 23,6 | 23,9 | 22,5 | 19,2 | 15,3 | ⌀ | 21,4 |
|                        |      |      |      |      |      |      |      |      |      |      |      |      |   |      |
| Niederschlag (mm)      | 0    | 0    | 0    | 1    | 13   | 24   | 62   | 111  | 40   | 6    | 0    | 0    | Σ | 257  |
|                        |      |      |      |      |      |      |      |      |      |      |      |      |   |      |
| Sonnenstunden (h/d)    | 10,2 | 10,5 | 10,8 | 11,2 | 11,5 | 11,6 | 10,5 | 9,0  | 10,5 | 10,6 | 10,3 | 10,1 | ⌀ | 10,6 |
|                        |      |      |      |      |      |      |      |      |      |      |      |      |   |      |
| Regentage (d)          | 0    | 0    | 0    | 0    | 3    | 6    | 10   | 11   | 6    | 1    | 0    | 0    | Σ | 37   |
|                        |      |      |      |      |      |      |      |      |      |      |      |      |   |      |
| Luftfeuchtigkeit (%)   | 15   | 12   | 9    | 11   | 22   | 38   | 56   | 68   | 53   | 25   | 16   | 17   | ⌀ | 28,6 |

| 14,3 |

| 16,9 |

| 20,3 |

| 23,7 |

| 25,7 |

| 26,1 |

| 24,8 |

| 23,6 |

| 23,9 |

| 22,5 |

| 19,2 |

| 15,3 |

| 14,3 |

| 16,9 |

| 20,3 |

| 23,7 |

| 25,7 |

| 26,1 |

| 24,8 |

| 23,6 |

| 23,9 |

| 22,5 |

| 19,2 |

| 15,3 |

| N i e d e r s c h l a g | 0   | 0   | 0   | 1   | 13  | 24  | 62  | 111 | 40  | 6   | 0   | 0   |
|                         | Jan | Feb | Mär | Apr | Mai | Jun | Jul | Aug | Sep | Okt | Nov | Dez |

## Geschichte

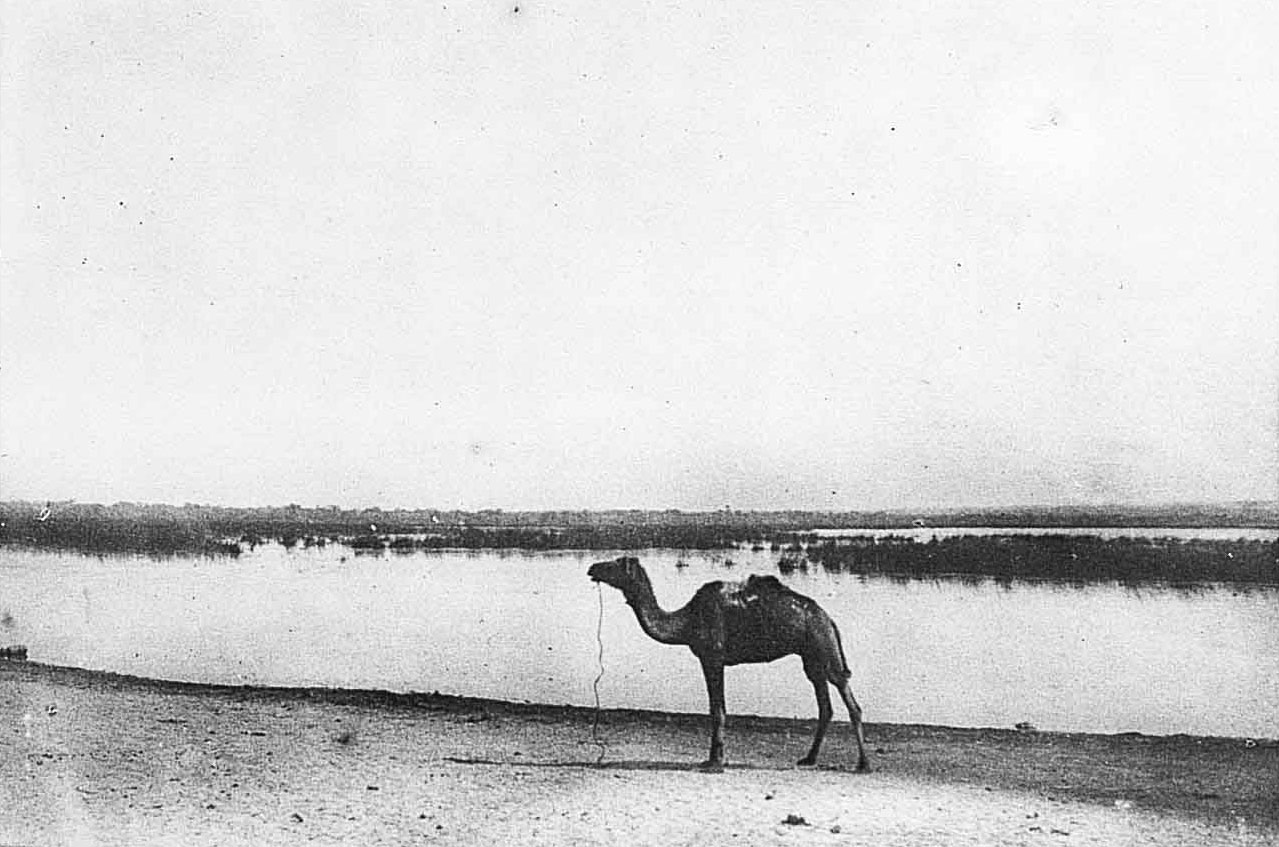
Ein Kamel beim Teich von Keita (1909)

Keita gehörte im 18. Jahrhundert zur Provinz Ader des Sultanats Aïr. Die Provinz war in mehrere Sektoren aufgeteilt und der Sektor, in dem Keita lag, wurde von den Alamtei verwaltet, einer Untergruppe der Tuareg-Untergruppe Lissawan. Im letzten Drittel des 19. Jahrhunderts, vor der Ankunft der Kolonialmacht Frankreich, wurde die Siedlung von der Tuareg-Untergruppe Kel Gress beherrscht.
Die französische Kolonialverwaltung machte Keita 1904 zum Sitz eines gleichnamigen Kantons. Der Anführer der Lissawan, der Lissawan Sarki, verlegte 1905 seinen Sitz nach Keita. Aus dem von Tuareg beherrschten Kanton Keita wurden 1913 die Hausa-dominierten Kantone Garhanga und Tamaské herausgelöst. 1917 griffen aufständische Tuareg, die vom italienisch besetzten Libyen aus operierten, Keita an. Der Kantonschef Afadandan Ichawa wurde getötet und die Siedlung geplündert. Der Angriff führte zu einer erfolgreichen Gegenoffensive der Franzosen. Die 227 Kilometer lange Piste für Reiter zwischen den Orten Tahoua und Kornaka, die durch Keita führte, galt in den 1920er Jahren als einer der Hauptverkehrswege in der damaligen französischen Kolonie Niger.
Ende der 1940er Jahre und Anfang der 1950er Jahre entwickelte sich Keita durch steigende Einwohnerzahlen von einem Dorf zu einer kleinen Stadt. Im Jahr 1964, im unabhängigen Niger, wurde Keita zum Hauptort einer Unterpräfektur, dem späteren Departement Keita, und setzte sich dabei gegen Nachbarort Tamaské durch, der vor allem als Marktort eine große regionale Bedeutung besaß. Das Gemeindegebiet von Keita wurde 2002 um Teile des aufgelösten Kantons Keita erweitert.

## Bevölkerung
Bei der Volkszählung 2012 hatte die Stadtgemeinde 67.304 Einwohner, die in 9879 Haushalten lebten. Bei der Volkszählung 2001 betrug die Einwohnerzahl 41.563 in 6496 Haushalten.
Im Stadtgebiet ohne den ländlichen Siedlungen lebten bei der Volkszählung 2012 10.361 Einwohner in 1708 Haushalten und bei der Volkszählung 2001 8633 Einwohner in 1362 Haushalten. Bei der Volkszählung 1988 waren es 6653 Einwohner und bei der Volkszählung 1977 3572 Einwohner.
Neben Tuareg leben Hausa und Fulbe in der Stadt.

## Politik und Justiz
Der Gemeinderat (conseil municipal) hat 18 gewählte Mitglieder. Mit den Kommunalwahlen 2020 sind die Sitze im Gemeinderat wie folgt verteilt: 11 PNDS-Tarayya, 4 MPR-Jamhuriya, 2 RDR-Tchanji und 1 PJP-Génération Doubara.
Jeweils ein traditioneller Ortsvorsteher (chef traditionnel) steht an der Spitze von 41 Dörfern im ländlichen Gemeindegebiet.
Die Stadt ist der Sitz eines Tribunal d’Instance, eines der landesweit 30 Zivilgerichte, die unterhalb der zehn Zivilgerichte der ersten Instanz (Tribunal de Grande Instance) stehen. Die Haftanstalt Keita hat eine Aufnahmekapazität von 190 Insassen.

## Wirtschaft und Infrastruktur
Die Stadt liegt am Übergang der Zone des Agropastoralismus des Nordens zur Zone des Regenfeldbaus des Südens. In der Stadt gibt es einen lokalen Bürgerhörfunk (radio communautaire). Die Keita-Talsperre wurde 1955 in Betrieb genommen. Das staatliche Versorgungszentrum für landwirtschaftliche Betriebsmittel und Materialien (CAIMA) unterhält eine Verkaufsstelle im Stadtzentrum. 46 % der Einwohner haben keinen Zugang zu Trinkwasser.
Zu den größten infrastrukturellen Problemen in der Stadt zählt die mangelhafte medizinische Versorgung. Die Gesundheitsinfrastruktur besteht aus einem Distriktkrankenhaus und zwei Gesundheitszentren des Typs Centre de Santé Intégré (CSI) im Stadtzentrum und in der ländlichen Siedlung Insafari Dourbat, wobei jenes im Stadtzentrum über ein eigenes Labor und eine Entbindungsstation verfügt. Außerdem sich mehrere einfache Krankenstationen vom Typ Case de Santé (SC) und einer Apotheke vorhanden.
Allgemein bildende Schulen der Sekundarstufe sind der CEG Insafari, der CEG FA Keita und der CES Keita. Das Kürzel CEG steht dabei für Collège d’Enseignement Général, das auf einen Schwerpunkt auf die arabische zusätzlich zur französischen Sprache hinweisende Kürzel CEG FA für Collège d’Enseignement Général Franco-Arabe und das Kürzel CES für Collège d’Enseignement Secondaire. Beim Collège d’Enseignement Technique de Keita (CET Keita) handelt es sich um eine technische Fachschule und beim Centre de Formation aux Métiers de Keita (CFM Keita) um ein Berufsausbildungszentrum.
Durch Keita verläuft die Nationalstraße 16, die den Ort mit den Städten Bouza, Madaoua und Tahoua verbindet.

## Partnerstadt
Mit Pesaro in Italien besteht seit 1987 eine Städtepartnerschaft.

## Persönlichkeiten
- Aïchatou Boulama Kané (* 1955), Politikerin, Gouverneurin der Hauptstadt Niamey und Außenministerin Nigers